# Teorema di rappresentazione dei numeri reali
In matematica, il teorema di rappresentazione dei numeri reali o teorema di rappresentazione in base consente di rappresentare un numero reale utilizzando numeri interi.

## Enunciato
Il teorema afferma che dato un numero reale {\displaystyle x} e un numero intero {\displaystyle \beta }, detto base, si può rappresentare {\displaystyle x} come:
{\displaystyle x=\operatorname {sgn} (x)(c_{1}\beta ^{-1}+c_{2}\beta ^{-2}+\dots +c_{p}\beta ^{-p})\beta ^{p}=\operatorname {sgn} (x)\beta ^{p}\sum _{i=1}^{p}c_{i}\beta ^{-i}=\operatorname {sgn} (x)m\beta ^{p}}
dove:
- {\displaystyle \operatorname {sgn} (x)} è la funzione segno:

{\displaystyle \operatorname {sgn} (x)=\left\{{\begin{matrix}1,&{\mbox{se }}x>0\\0,&{\mbox{se }}x=0\\-1,&{\mbox{se }}x<0\end{matrix}}\right.}
- Il numero intero {\displaystyle p} è detto esponente o caratteristica di {\displaystyle x}
- I numeri interi {\displaystyle c_{i}} sono detti cifre, con {\displaystyle 0\leq c_{i}\leq \beta -1}. Nel caso di rappresentazione normalizzata {\displaystyle c_{1}\neq 0}, mentre nel caso in cui esista un indice {\displaystyle k} tale che {\displaystyle c_{k}\neq 0{\mbox{ e }}c_{i}=0} per {\displaystyle i>k} la rappresentazione si dice rappresentazione finita di lunghezza {\displaystyle k}.
- Il numero:

{\displaystyle m=\sum _{i=1}^{p}c_{i}\beta ^{-i}\qquad {\frac {1}{\beta }}\leq m<1}
è detto mantissa di {\displaystyle x}, mentre {\displaystyle \beta ^{p}} è detta parte esponente di {\displaystyle x}.
Se si scartano le rappresentazioni in cui si abbia, definitivamente in {\displaystyle i}, {\displaystyle c_{i}=\beta -1}, e se {\displaystyle x\neq 0} la rappresentazione normalizzata è unica.
Il numero reale {\displaystyle x} può essere rappresentato nella base {\displaystyle \beta } attraverso la notazione posizionale o la notazione mista. Ad esempio, il numero reale {\displaystyle \alpha } di nome quattrocentocinque rappresentato in base {\displaystyle \beta =10} diventa:
{\displaystyle \alpha =+(4\times 10^{-1}+0\times 10^{-2}+5\times 10^{-3})10^{3}}
con:
{\displaystyle c_{1}=4,{\mbox{ }}c_{2}=0,{\mbox{ }}c_{3}=5;} e {\displaystyle p=3}